# Xiaomi Mi A3
Xiaomi Mi A3 — смартфон, розроблений компанією Xiaomi, який входить до програми Android One. Був представлений 17 липня 2019 року в Іспанії. В Китаї смартфон відомий як Xiaomi Mi CC9e і відрізняється тим, що працює на фірмовій оболонці MIUI. Був представлений 2 липня 2019 разом з Xiaomi Mi CC9.

## Дизайн
Задня панель та екран виконані зі скла Corning Gorilla Glass 5, а рамка — з пластику.
Ззаду смартфони схожі на старші моделі Mi 9 Lite/Mi CC9 та Mi 9.
Знизу знаходяться сітка мікрофона, роз'єм USB-C та сітка динаміка, зверху — 3,5 мм аудіороз'єм, якого не було в попередній моделі, додатковий мікрофон та ІЧ-порт, зліва — гібридний лоток з одним слотом під SIM-картку і другим слотом під SIM-картку або карту пам'яті формату microSD до 256 ГБ, а справа — гойдалка регулювання гучності та кнопка блокування.
Mi A3 продавався в 3 кольорах: Наче Сірий, Не просто Блакитний та Більш ніж Білий.

## Технічні характеристики

### Апаратне забезпечення
Смартфони отримали систему на кристалі Qualcomm Snapdragon 665 з графічним процесором Adreno 610. Mi A3 продавався в конфігураціях 4/64, 4/128 та 6/128 ГБ, а Mi CC9e — 4/64, 6/64 та 6/128 ГБ. В Україні Mi A3 продавався тільки в конфігураціях 4/64 та 4/128 ГБ.
Акумуляторна батарея отримала об'єм 4030 мА·год та підтримку 18-ватної швидкої зарядки Quick Charge 3.0, хоча в комплекті смартфони поставляються із зарядним пристроєм потужністю 10 Вт.
Екран AMOLED, 6,088", HD+ (1560 × 720) зі співвідношенням сторін 19,5:9, щільністю пікселів 282 ppi та краплеподібним вирізом під передню камеру. Також під екран вбудовано оптичний сканер відбитків пальців.
Смартфони отримали потрійну основну камеру, що складається із ширококутного об'єктива на 48 Мп з діафрагмою f/1.79 і фазовим автофокусом, надширококутного об'єктива на 8 Мп з діафрагмою f/2.2 і сенсора глибини на 2 Мп з діафрагмою f/2.4. Ширококутна фронтальна камера пристроїв отримала роздільну здатність 32 Мп та світлосилу f/2.4. Основна камера вміє записувати відео в роздільній здатності 4K@30fps, а передня — в 1080p@30fps.

### Програмне забезпечення
Mi A3 входить до програми Android One, тому, як і всі смартфони серії Mi A, він отримав «чистий» Android версії 9 Pie і Був оновлений на Android 11. Натомість Mi CC9e був випущений з MIUI 10 на базі Android 9 Pie і був оновлений до MIUI 12.5 на базі Android 10.